# Schloss Tabor

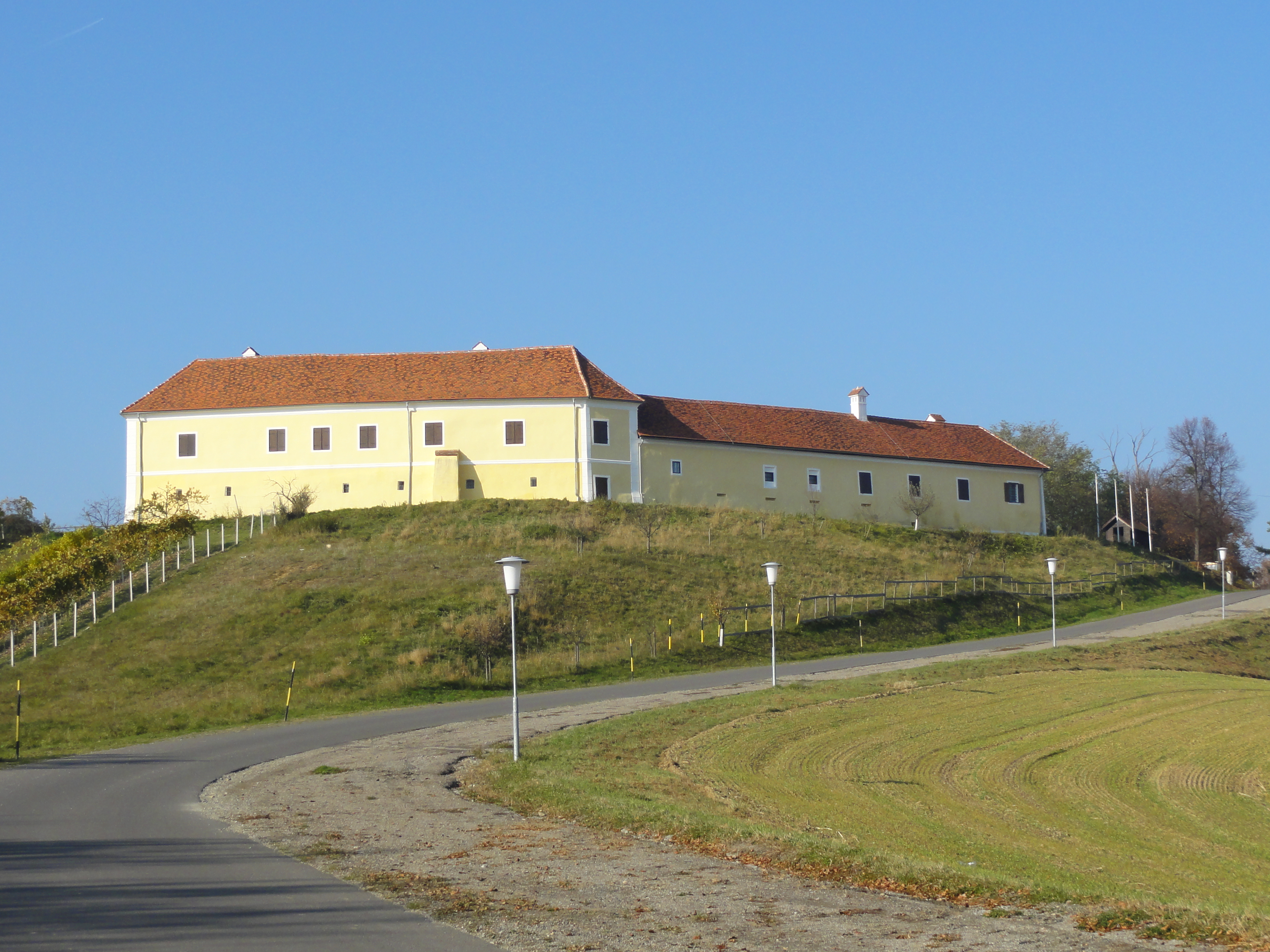
Schloss Tabor in Neuhaus am Klausenbach (2011)

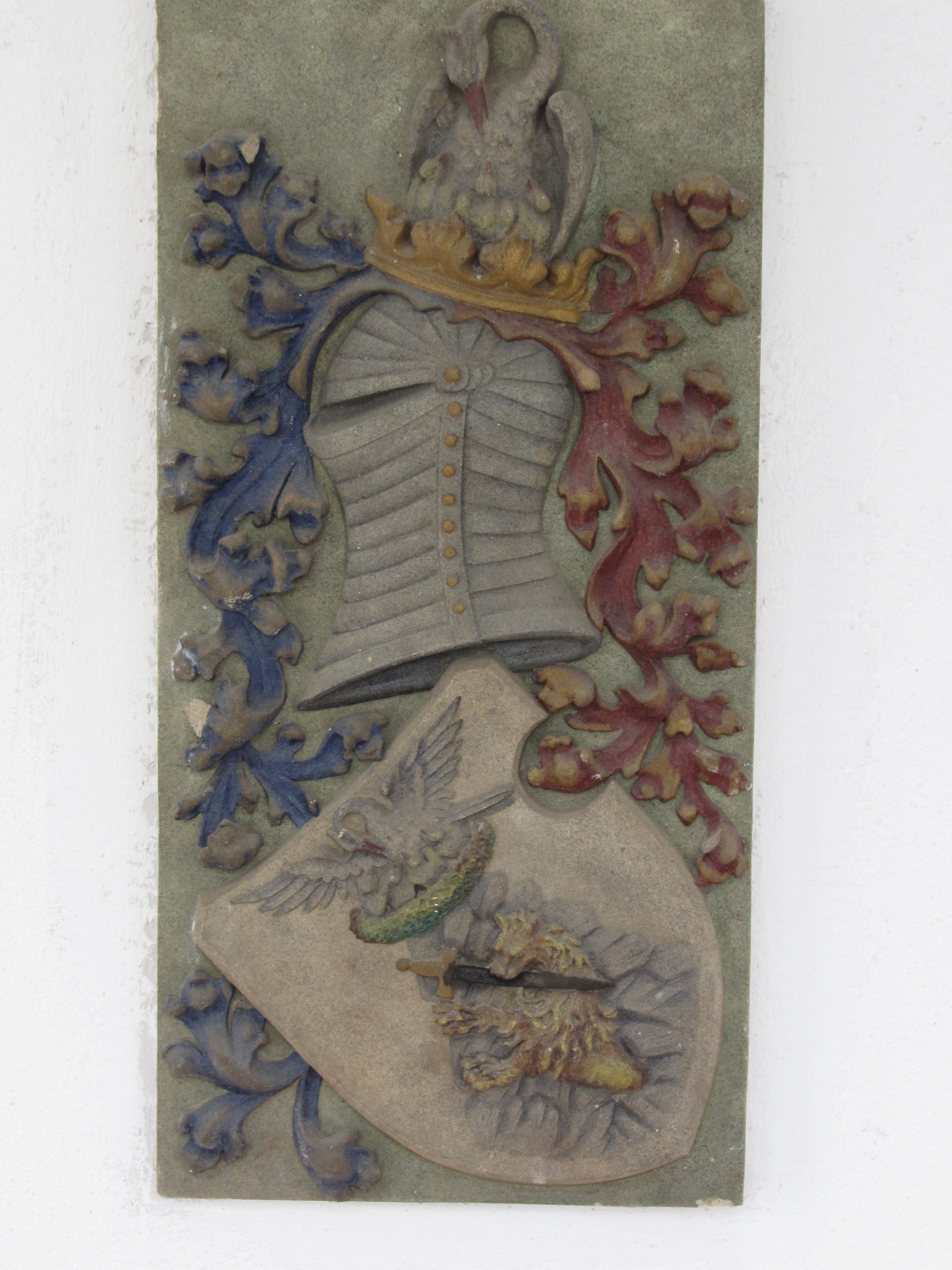
Wappen der Grafen Batthyány innerhalb des Arkadengangs

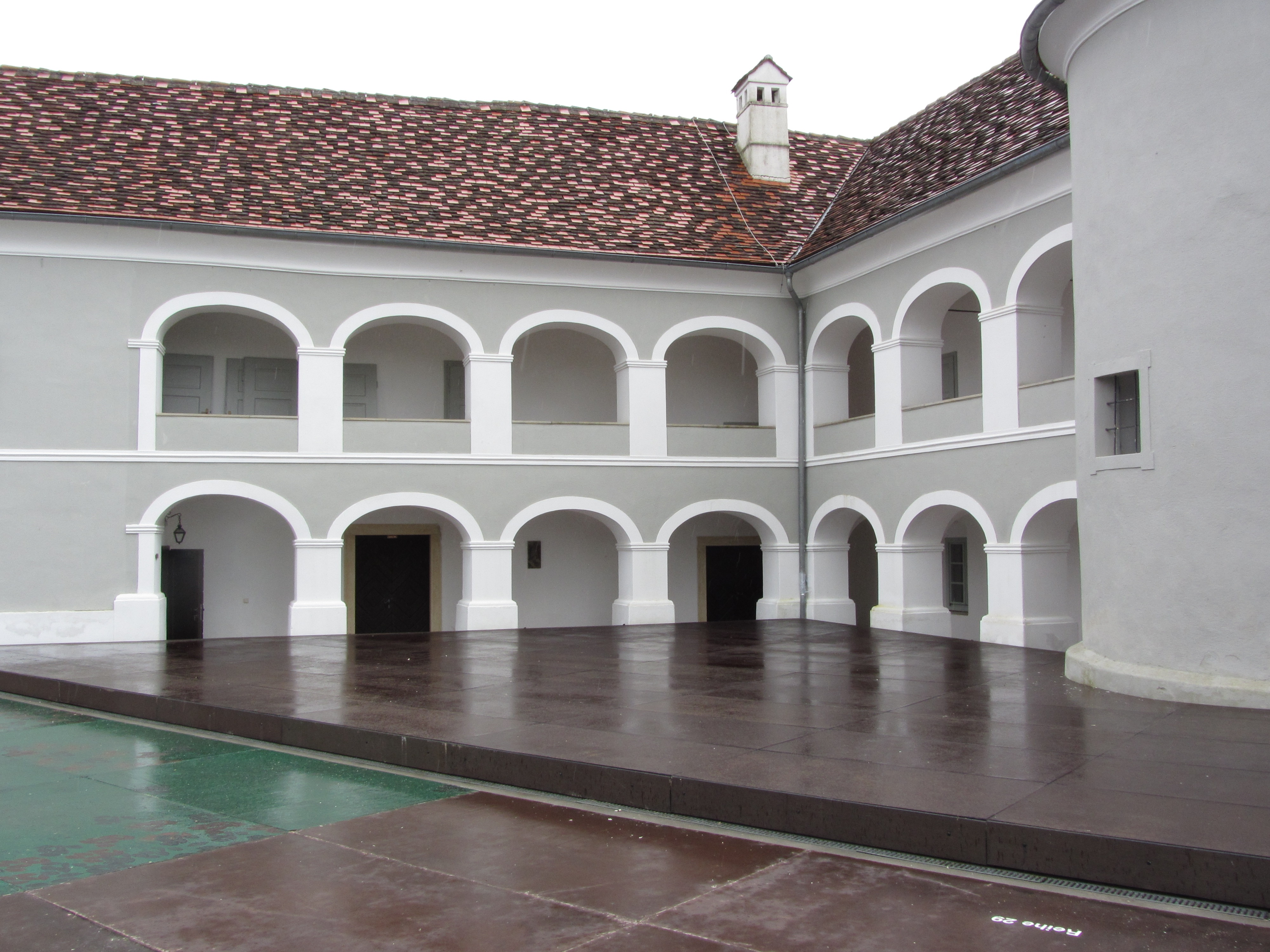
Opernbühne im Innenhof (2015)

Das Schloss Tabor in Neuhaus am Klausenbach liegt im Dreiländer-Naturpark Raab der Grenzregion Österreich, Ungarn und Slowenien.

## Geschichte
Das Schloss mit hakenförmigem Grundriss ließ im Jahre 1469 der steirische Söldnerführer Ulrich Pessnitzer erbauen. Seit 1607 war es im Besitz der Batthyánys und diente als Ausweichquartier für die verfallene Burg Neuhaus. Im Dreißigjährigen Krieg 1618 bis 1648 war das Schloss Zufluchtsort vieler steirischer Protestanten. Im 17. Jahrhundert wurde es barockisiert. Später war Schloss Tabor Sitz der Herrschaftsverwaltung und wurde schließlich zu einem Wohnhaus der Gutsangestellten umgebaut. Das heute älteste Gebäude im Bezirk Jennersdorf war bis 1964 ständig bewohnt. Das Schloss, das sich noch bis 2019 im Eigentum der Batthyánys befand, wurde von der Familie Rupprecht gepachtet. In den Jahren 2002 und 2003 wurde es restauriert. Seit August 2019 ist das Schloss im Besitz des Landes Burgenland.
Der Hof des Schlosses mit zweigeschoßigen Arkaden wird im Sommer für die Aufführung einer Oper und für zahlreiche weitere Veranstaltungen genutzt. Sehenswert ist auch der Rundturm mit Wappenkartusche. Das Schloss beherbergt heute ein Heurigen-Restaurant.